# 분카
분카(文化, ぶんか)는 일본의 연호(元号) 중 하나이다.
- 전후 : 교와(享和) 이후 - 분세이(文政) 이전.
- 시기 : 1804년 ~ 1817년
- 천황 : 고카쿠 천황, 닌코 천황
- 쇼군 : 에도 막부의 도쿠가와 이에나리

## 개원(改元)
- 교와 4년 2월 11일(1804년 3월 22일), 갑자혁령에 해당해 개원.
- 분카 15년 4월 22일(1818년 5월 26일), 분세이로 개원된다.

## 출전
- 『주역・비괘』의 「観于天文、以察時変、観乎人文、以化成天下」.
- 『후한서・순숙전』의 「宣文教以章其化、立武備以秉其威」.

## 분카 시기에 일어난 일
- 원년
  - 9월 : 러시아 사절 니콜라이 레자노프가 통상을 요구하며 나가사키에 내항하다.
- 3년
  - 분카 대화재
- 4년
  - 분카 대지진. 지진으로 기사카타(아키타현에 있던 석호)가 육지화되다.
- 5년
  - 마미야 린조가 가라후토(樺太, 사할린섬)를 탐험하다.
  - 8월 : 패튼호 사건.
- 8년
  - 골로브닌 사건.

### 죽음
- 원년
  - 다카하시 요시토키
- 3년
  - 기타가와 우타마로
- 6년
  - 가쓰라가와 호슈
- 10년
  - 가모 군페이 (향년 45세)
- 13년
  - 산토 교덴
- 14년
  - 스기타 겐파쿠 (향년 84세)

## 서력과의 대조표
| 분카 | 원년   | 2년    | 3년    | 4년    | 5년    | 6년    | 7년    | 8년    | 9년    | 10년   | 11년   | 12년   | 13년   | 14년   | 15년   |
| ---- | ------ | ------ | ------ | ------ | ------ | ------ | ------ | ------ | ------ | ------ | ------ | ------ | ------ | ------ | ------ |
| 서력 | 1804년 | 1805년 | 1806년 | 1807년 | 1808년 | 1809년 | 1810년 | 1811년 | 1812년 | 1813년 | 1814년 | 1815년 | 1816년 | 1817년 | 1818년 |
| 간지 | 갑자   | 을축   | 병인   | 정묘   | 무진   | 기사   | 경오   | 신미   | 임신   | 계유   | 갑술   | 을해   | 병자   | 정축   | 무인   |

## 같이 보기
- 일본의 연호 일람
- 가세이 문화

| 이전 교와 | 일본의 연호 1804년 ~ 1818년 | 다음 분세이 |